# Igor Mel'čuk
Igor Aleksandrovič Mel'čuk (in russo Игорь Александрович Мельчук?, in ucraino Ігор Олександрович Мельчук?, a volte trascritto Melchuk o Meltchouk; Odessa, 19 ottobre 1932) è un linguista russo naturalizzato canadese.
Professore emerito di linguistica e traduzione all'Università di Montréal, i suoi principali studi si basano sulla linguistica teorica (semantica, sintassi e morfologia), la lessicografia (in particolare francese), la descrizione di lingue esotiche (africane, australiane, siberiane, caucasiche) e l'elaborazione del linguaggio naturale nell'intelligenza artificiale.
È particolarmente noto per lo sviluppo della Teoria Senso-Testo.

## Attività scientifiche

### Formazione
Igor Mel'čuk nasce nel 1932 da una famiglia ebraica di Odessa, nell'Ucraina sovietica. Dal 1950 al 1959 studia filologia romano-germanica all'Università di Mosca e consegue il master nella comparazione della semantica francese e spagnola. 
Nel 1962 ottiene il dottorato in linguistica intitolato Problemi teorici dell'analisi automatica del testo all'Accademia delle scienze dell'URSS, diretto da Vjačeslav Vsevolodovič Ivanov (1929-2017). I lavori di Ivanov influenzano in maniera importante le concezioni di Mel'čuk. In particolare durante la Conferenza di Linguistica Matematica del 1959, propone un ritorno sulla riflessione della lingua intermediaria, nel solco diretto del linguista polacco Jan Niecisław Baudouin de Courtenay.
Lo stesso Mel'čuk ha dichiarato di essere stato influenzato dalle teorie linguistiche francesi di Émile Benveniste e Lucien Tesnière. Definisce la linguistica moderna una scienza che deve darsi come compito principale la costruzione dei modelli formali della lingua umana, seguendo i principi ideologici della teoria generativo-trasformazionale di Noam Chomsky.
La sua posizione linguistica è prima di tutto legata alla linguistica formale, più vicina alla scuola di Praga o a quella di Copenaghen, piuttosto che alla linguistica cognitiva, alla quale è stato a volte associato. Questa confusione è dovuta alla tardiva diffusione dei suoi lavori di ricerca, date le difficoltà di comunicazione tra occidente e oriente consecutive al suo esilio nordamericano, risalente al 1977.

### Carriera universitaria
Igor Mel'čuk ha lavorato come professore di linguistica all'Istituto di linguistica dell'Accademia delle Scienze di Mosca (Институт языкознания Академии наук СССР). I suoi primi lavori in Unione Sovietica riguardano il dominio della traduzione automatica. A partire dal 1956, sviluppa con la matematica Olga Kulagina (1932-2005) un sistema di traduzione automatica francese-russo, prima di interessarsi a un algoritmo di traduzione russo-ungherese, per il quale concepisce l'idea di una lingua intermediaria.

#### Modello Senso-Testo
A partire dal 1965, Mel'čuk presenta un approccio innovatore del lessico elaborato secondo i principi della teoria linguistica Senso-Testo, che viene sviluppata con la collaborazione di Aleksandr Zholkovskij. Questo modello è stato progressivamente sviluppato negli anni dallo stesso Mel'čuk (1974, 1988, 1997).
Il suo principio fondamentale è di elaborare delle descrizioni formali e descrittive delle lingue naturali che possano servire da base alla costruzione dei modelli Senso-Testo adattabili a tutte le lingue.
Le applicazioni del modello Senso-Testo concernano soprattutto:
- l'elaborazione del linguaggio naturale (che include la traduzione automatica, la generazione automatica di testi, la morfosintassi, il controllo ortografico, i sistemi di interrogazione di database in lingua naturale, ecc.),
- l'apprendimento delle lingue (prima lingua e straniera),
- la creazione di opere di riferimento — sia dizionari di collocazione, di regime, di sinonimi, che grammatiche di consultazione, manuali, ecc.

L'insieme dei suoi lavori di ricerca scientifica è stato un punto di riferimento importante in Russia, nei paesi dell'ex Unione Sovietica, ma anche in Occidente, specialmente per il gruppo francese CETA di Bernard Vauquois a Grenoble.

## Politica
Nel 1977 a Mel'čuk è stata tolta la cattedra universitaria per aver pubblicamente dato sostegno ad alcuni dissidenti del regime sovietico, come il premio Nobel Andrej Sacharov, Andrej Sinjavskij e Julij Daniėl'. Da allora vive in Canada, a Montréal.